# Оксана Лаврентиева
Оксана Алексеевна Лаврентиева (родена на 30 декември 1978 г. в Ленинград) е руска актриса, модел, телевизионна водеща и предприемач.

## Биография
Родена на 30 декември 1978 г. в Ленинград в семейството на работниците от фабриката „Червен октомври“. По време на ученическите си години Оксана учи в художествено училище. Няколко години живее с родителите си в Унгария, след което се връща в Санкт Петербург и завършва вечерно училище. След това постъпва в Санктпетербургския държавен университет по индустриални технологии и дизайн, но не се дипломира заради преместване в Москва. В столицата тя получава висше образование във Финансовата академия. В продължение на около година тя е колумнист за списание "Татлър".
От 2006 до 2007 г. е водеща на предаването На мода по „Трети канал“.
Като модел тя участва за списанията „Ел“, „Hello!“, „XXL“, „InStyle“, „OK!“ и други; участва в рекламни кампании за Ситроен и  за руската компания, предоставяща телекомуникационни, цифрови и медийни услуги в Русия, Армения и Беларус MTS.
Тя участва във видеоклиповете на Дима Билан („Невъзможното е възможно“, „Фен номер едно“), Валерий Меладзе („No Fuss“), Валерия и Стас Пиеха („Раздяла“).
През 2006 г. дебютира в киното, играейки модела Шана в телевизионния сериал "Клубът". През 2009 г. тя играе една от главните роли във филма „Юленка“ , а също така участва в сериала "Маргоша".
През 2010 г. тя започва бизнес, оглавявайки компанията "Русмода". Тя е съсобственик на модната къща на дизайнерката Альона Ахмадулина, след това управлява марките Alexander Terekhov и Terekhov Girl в продължение на около десет години.
От 2011 г. притежава и мрежа от салони за красота „Бяла градина“ в Москва.
Съсобственик на издателство „Независими медии“.
През септември 2021 г. тя стартира своя собствена марка за дамско облекло OLOLOL.

## Личен живот
От два граждански брака Оксана има дъщеря Алина и син Егор.
От 2011 до 2014 г. е омъжена за банкера Антон Пак.
От 2018 г. е омъжена за писателя и публицист Александър Ципкин.